# NGC 2876
NGC 2876 is een lensvormig sterrenstelsel in het sterrenbeeld Waterslang. Het hemelobject werd op 5 maart 1880 ontdekt door de Franse astronoom Édouard Jean-Marie Stephan.

## Synoniemen
- MCG -1-24-16
- PGC 26710